# Nuolijärvi (Junosuando socken, Norrbotten)
Nuolijärvi är en sjö i Pajala kommun i Norrbotten och ingår i Torneälvens huvudavrinningsområde. Sjön har en area på 0,11 kvadratkilometer och ligger 179 meter över havet.

## Delavrinningsområde
Nuolijärvi ingår i det delavrinningsområde (747919-180314) som SMHI kallar för Ovan VDRID = Siikajoki i Torneälvens vattendragsy*. Medelhöjden är 180 meter över havet och ytan är 67,43 kvadratkilometer. Räknas de 911 avrinningsområdena uppströms in blir den ackumulerade arean 16 196,18 kvadratkilometer. Avrinningsområdets utflöde Torneälven (Kamajåkka) mynnar i havet. Avrinningsområdet består mestadels av skog (57 procent) och sankmarker (27 procent). Avrinningsområdet har 4,09 kvadratkilometer vattenytor vilket ger det en sjöprocent på 6,1 procent.